# Julio César González (caricaturista)
Julio César González Quiceno (Pereira, 16 de enero de 1969), más conocido como Matador, es un caricaturista colombiano. Trabajó como taxista y como creativo publicitario en sus inicios. Empezó oficialmente como caricaturista en 1995 cuando le fue aceptado y publicado uno de sus trabajos en el diario La Patria. Su seudónimo "matador" proviene de la canción del mismo nombre de la banda Los Fabulosos Cadillacs, de la que el caricaturista es fanático.

## Formación académica
Ingresó a la Universidad Católica de Manizales, donde estudiaría publicidad. En 1992, tras cuatro semestres en la universidad se vio en la necesidad de retirarse por su mala organización e insuficiencia académica producto de su estilo de vida fiestero, ese mismo año regresaría a Pereira.
En 1996, en Pereira, empieza sus estudios en la Fundación Universitaria del Área Andina, los cuales concluye en 2001, al graduarse como Profesional en Mercadeo y Publicidad.

## Trayectoria
Sus primeros trabajos como caricaturista fueron realizados para el periódico El Fuete y la gaceta de cine de Comfamiliar, de Pereira. También ha participado en la sátira en Grabovo (Bulgaria) y en bienales de humor. Sus trabajos han sido publicados por diversos diarios como: Diario del Otún, La Tarde, El Espectador, Revista Semana, Revista Credencial, Portafolio, Soho y la Revista Donjuan, entre muchos otros medios nacionales e internacionales. Desde el 2003 hasta marzo del 2023 trabajó como caricaturista del periódico El Tiempo. Además ha sido catalogado por la revista People como uno de los caricaturistas más apuestos del mundo.
El 12 de septiembre Matador lanza “Polombia”, un juego de mesa de humor negro inspirado en los personajes, objetos y lugares de la política y farándula nacional, el caricaturista crea esta apuesta de entretenimiento que busca divertir a las familias colombianas durante esta coyuntura. “Polombia” es un juego de mesa de edición limitada, cuya duración promedio de cada partida es de 20 a 30 minutos, y que está compuesto por 100 tarjetas de preguntas generales y situaciones que encadenan sucesos nacionales, más 300 tarjetas con caricaturas de personajes, objetos y lugares representativos de Colombia.

## Controversias

### Criticas con el uribismo
Uno de los personajes más dibujados por el caricaturista ha sido el expresidente y exsenador Álvaro Uribe Velez, con quien ha tenido varias controversias en distintas ocasiones. En julio de 2018 el expresidente le reprochó una caricatura titulada "Ventriloquía avanzada". En marzo de 2018 una de sus caricaturas denominada "Duque, reflexiona", fue entutelada y denunciada por el abogado José Luis Reyes Villamizar. En dicha caricatura se dibujaba al entonces presidente Ivan Duque, anteriormente candidato presidencial, con apariencia de cerdo. Días después la tutela fue rechazada por la jueza Hilda María Saffon.

### Amenazas contra su vida
El 3 de abril de 2018 el caricaturista anunció que se retiraría de las redes sociales, debido a amenazas contra su vida. Matador ha denunciado amenazas desde julio de 2017, cuando una de sus caricaturas fue alterada y difundida. En abril de 2019 fue condenado a 38 meses de prisión Javier Andica Acevedo, por amenazas de muerte contra el caricaturista. En agosto de 2018 fue asesinado su primo Octavio Rivera González en circunstancias extrañas que aún no se han esclarecido, y por medio de heridas provocadas por arma blanca.

### Violencia contra su esposa
El 28 de marzo de 2023 se conoció que el caricaturista  fue suspendido de su espacio en el diario El Tiempo. De acuerdo con el comunicado revelado por el medio, conocieron un caso de violencia de género hacia su esposa. Este se presentó el 23 de agosto de 2013 y mantuvo al caricaturista recluido por un par de horas

## Obras
Sus trabajos han sido publicados, en el 'Diario del Otún', 'La Tarde', 'El Espectador', 'Revista Semana', 'Revista Credencial', 'Portafolio', 'Soho' y 'Revista Donjuan'. Algunas de sus obras son:
- El sueño matador
- Tiembla régimen de Irán[12]
- Si a la despenalización
- Los Ortega ganan de nuevo
- Primero la libertad de expresión
- Ay Dios
- Historias de taxi
- Asalto de película

Entre otras muchas obras más, que se tratan mayormente de política y demás temas controversiales.